# Lara Favaretto
Lara Favaretto (nacida en 1973 en Treviso ) es una artista italiana. Favaretto vive y trabaja en Turín, Italia.
Favaretto es conocida por sus pinturas, instalaciones y obras escultóricas. Ha realizado intervenciones que llama "monumentos momentáneos", llamando la atención sobre la futilidad y la impermanencia de los monumentos.

## Exposiciones

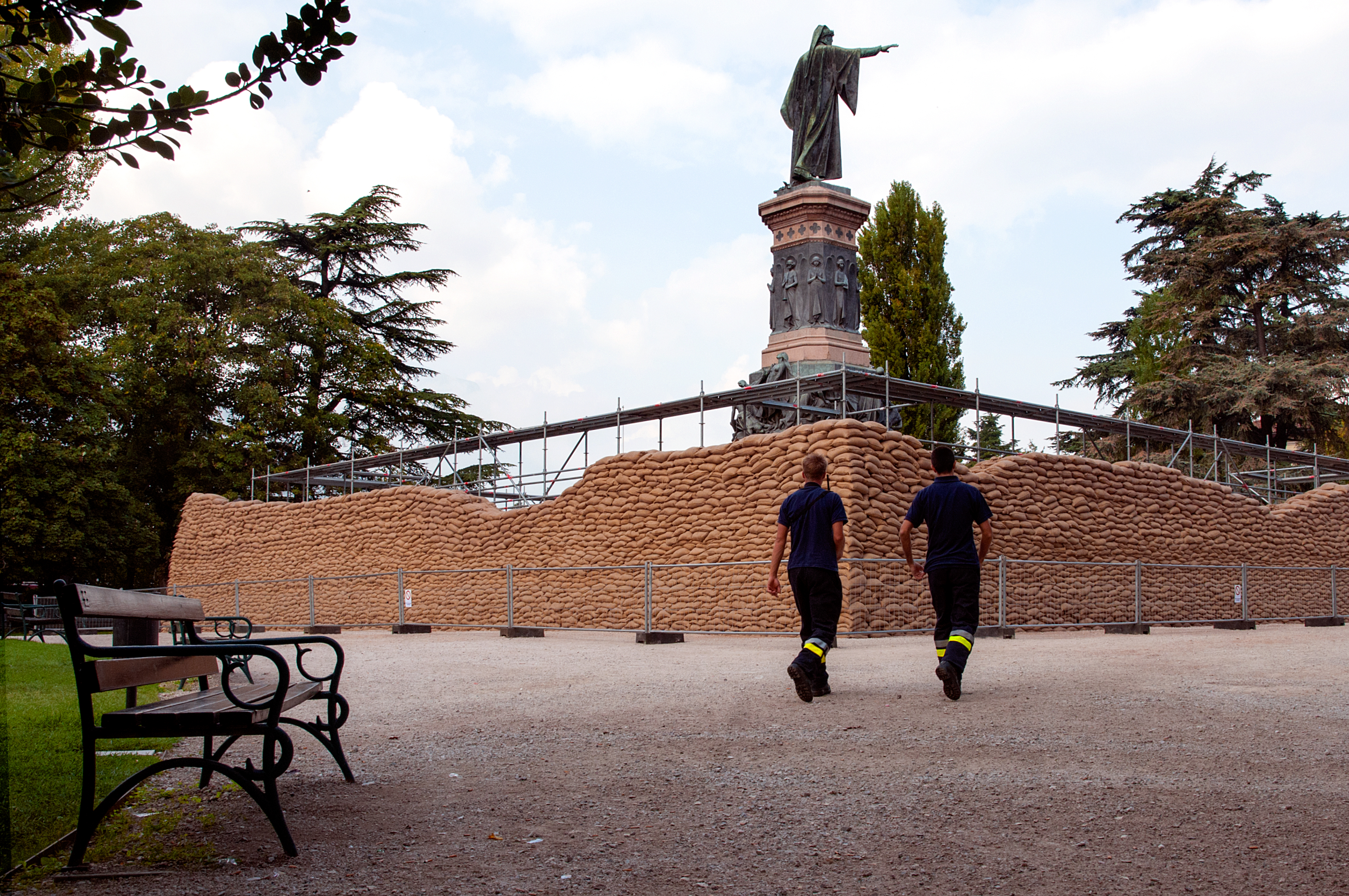
Monumento Momentáneo (Muro), una obra de arte pública de Lara Favaretto que rodea Trento, el Monumento a la estatua de Dante de Italia.

Favaretto presentó el trabajo de instalación plotone en la Bienal de Sídney en 2008.
En 2009, con el apoyo de la fundación Galleria Civica, presentó el Monumento Momentáneo (Muro), compuesto por un muro de 4000 sacos de arena alrededor del Monumento a Dante en Trento, Italia.
En 2012, MoMA PS1 presentó una investigación de 15 años de su trabajo titulada Just knocked out. Favaretto participó en la 53.ª Bienal de Venecia, la 58.ª Bienal de Venecia y la dOCUMENTA13 en el mismo año.
En 2017 presentó The Stone en el Skulptur Projekte Münster. La obra, una gran escultura de piedra, incluía una ranura para donaciones en favor de aquellos que se enfrentan a la deportación. Durante el transcurso de la exposición se recaudaron 26.600 €.
Su exposición individual de 2019 en el Museo Bass, Momentary Monument — The Library, estuvo compuesta por 2000 libros que fueron recuperados del basurero de Miami y alterados por el artista. El mismo año, presentó Coppie simplici / Simple Couples, una instalación al aire libre de grandes cepillos usados para lavar autos en el Museo de Arte Contemporáneo de Santa Bárbara.

## Premios y reconocimientos
En 2011 recibió el Premio Querini Stampalia para Jóvenes Artistas Italianos. En 2005 fue galardonada con el Premio de Arte Joven Italiano de la Bienal de Venecia.

## Colecciones
Su obra se encuentra en las colecciones del Museo de Arte Contemporáneo de Castilla y León, la Sociedad Metropolitana de Arte (MAS), el Museo nazionale delle arti del XXI secolo en Roma, Italia y la Collezione Maramotti.